# Загвоздин, Николай Андреевич
Никола́й Андре́евич Загво́здин (1898, дер. Бича, Тобольская губерния, Российская империя — 21 января 1940, Москва, СССР) — советский руководитель органов государственной безопасности и государственный деятель, народный комиссар внутренних дел Узбекской ССР (1935—1937), народный комиссар внутренних дел Таджикской ССР (1937—1939), старший майор государственной безопасности (1935). Входил в состав особых троек НКВД СССР.

## Биография
Член РКП(б) с марта 1918 г. В 1918 г. окончил два класса Омского механико-технического училища. С июня по август 1920 г. — слушатель партийной школы Политического отдела 28-й стрелковой дивизии. В 1929—1931 гг. — слушатель Курсов марксизма-ленинизма, затем — учёба на вечернем отделении Военной Академии имени М. В. Фрунзе.
Родился в крестьянской семье. В 1914—1918 гг. работал на телеграфе и слесарем. С марта по апрель 1918 г. в Красной гвардии в Омске. В 1918—1919 гг. — слесарь полковой мастерской в Колчаковской армии. В 1919—1920 гг. — в РККА, связист в 25-й Чапаевской дивизии.
- 1920—1922 гг. — уполномоченный секретного отдела, заведующий экономическим, секретным отделом Царицынской губернской ЧК — губернского отдела ГПУ,
- 1922—1923 гг. — начальник политического бюро ЧК 2-го Донского округа (Донской области),
- март-октябрь 1923 г. — начальник секретно-оперативной части Царицынского губернского отдела ГПУ,
- 1923—1924 гг. — помощник начальника V-го отделения секретного отдела ОГПУ при СНК СССР,
- 1924—1926 гг. — начальник секретно-оперативной части, заместитель начальника Нижегородского губернского отдела ГПУ,
- 1926—1929 гг. — начальник Нижегородского губернского отдела ГПУ,
- 1931—1932 гг. — начальник Владивостокского оперативного сектора ГПУ,
- 1931—1932 гг. — начальник Особого отдела ОГПУ Морских Сил Дальнего Востока,
- 1932—1934 гг. — начальник Особого отдела полномочного представительства ОГПУ — УГБ Управления НКВД по Средней Азии,
- 1932—1937 гг. — начальник Особого отдела ОГПУ — ГУГБ НКВД Средне-Азиатского военного округа,
- 1934—1935 гг. — заместитель народного комиссара внутренних дел Узбекской ССР,
- 1935—1937 гг. — народный комиссар внутренних дел Узбекской ССР,
- 1937—1939 гг. — народный комиссар внутренних дел Таджикской ССР.
- 1937—1938 годы отмечены вхождением в состав особых троек Узбекской и Таджикской ССР, созданных по приказу НКВД СССР от 30.07.1937 № 00447[3] и активным участием в сталинских репрессиях[4].

Депутат Верховного Совета СССР 1 созыва.
Арестован 9 февраля 1939 г. в Сталинабаде. 19 января 1940 г. ВКВС СССР осуждён к ВМН, расстрелян 21 января 1940 г. Не реабилитирован.

### Звания
Старший майор государственной безопасности, 29.11.1935.

### Награды
Знак «Почётный работник ВЧК—ГПУ (XV)», 20.12.1932.
Орден Красной Звезды, № 13587 от 19.12.1937.